# Kelly Family
Kelly Family – grup muzical multietnic (cu rădăcini irlandeze, americane și europene) format din mai multe generații ale familiei Kelly. Au interpretat melodii rock, pop și folk înregistrând un succes imens în Europa și mai ales în Germania, Benelux, Scandinavia, Europa de Est, Spania și Portugalia. Trupa a avut vânzări de peste 20 de milioane de albume începând cu anii '80.
Timp de mulți ani, grupul a afișat un stil gipsy, călătorind prin Europa într-un autobuz etajat sau în căruțe cu coviltir, îmbrăcându-se eclectic și purtând părul foarte lung. În ultimii ani stilul lor a fost considerat mai mult mainstream.

## Origini
Grupul a fost fondat în luna mai 1965, de Daniel Kelly Sr., prima sa soție, Joanne, originară din Statele Unite, și copiii lor Daniel Jr., Caroline, Kathleen și Paul. Familia s-a stabilit în Spania, unde Daniel și-a deschis un magazin de antichități. Joanne Kelly a divorțat curând după aceea și s-a întors in SUA împreună cu Daniel Jr., grav bolnav. 
În 1970, Kelly s-a recăsătorit cu Barbara Ann Suokko, cu care a avut opt copii, începând cu John Kelly, născut în 1967, și terminând cu mezinul, Angelo, născut în 1981. Copiii au fost studiat în particular și au primit lecții de muzică și dans.
În 1974, Caroline, Kathy și Paul, au format grupul Kids Kelly, cu care au concertat la diverse petreceri și evenimente locale. În 1975 succesul lor a fost destul de mare pentru a primi oferte de a concerta la televiziunea spaniolă. Trupei inițiale i s-au alăturat mezinii familiei, popularitatea grupului fiind în creștere în Spania, odată cu susținerea unor serii de concerte la televiziune și în circuri. 
Din 1976 trupa a pornit în turnee sub titulatura Kelly Family, concertând în Italia, Germania și Olanda, urmate de Irlanda în 1977. În 1978, pornesc într-un nou turneu, într-un autobuz etajat devenit apoi unul dintre simbolurile trupei. În unele spectacole trupei inițiale i s-au alăturat și Daniel și Barbara Kelly, Barbara cântând deseori cu unul dintre copiii săi în brațe.
În 1977, trupa a semnat un prim contract cu o casă de discuri din Germania. Succesul major a venit însă în 1980, odată cu piesa „Who'll Come With Me (David's Song)“, interpretat de John Kelly, pe atunci în vârstă de numai 12 ani. Melodia, compusă de Vladimir Cosma, a fost apoi coloana sonoră a filmului de televiziune german „The Adventures of David Balfour“, bazat pe nuvela „Răpirea“ de Robert Louis Stevenson. Piesa a ajuns pe locul 1 în Țările de Jos și Belgia, și a atins top 20 în Germania.
Barbara Kelly a murit de cancer la san in 1982, la scurt timp după nașterea celui mai mic copil, Angelo. Ultima ei dorință a fost ca trupa să nu se destrame. Kelly Family a continuat să înregistreze, Daniel Kelly înființându-și propria casă de discuri în 1980. Între timp Caroline și Paul au parasit trupa, Caroline profesând ca asistentă medicală iar Paul ca bucătar. 
În 1990, Daniel Kelly a suferit un accident vascular cerebral, dar a rămas o figură emblematică a grupului până la moartea sa în 2002.
În 2002, Barby s-a îmbolnăvit grav și a fost nevoită să părăsească grupul iar Paddy, spre dezamăgirea fanilor, a renunțat la pletele sale ce l-au făcut celebru și s-a călugărit în Franța.

## Discografie
- 1990 – Botschafter in Musik
- 1994 – Over the Hump
- 1994 – Die Schonsten Songs der Kelly Family
- 1996 – Almost Heaven
- 1996 – I Can't Help Myself
- 1997– Fell in Love with an Alien
- 1997 – Every Baby
- 1998 – From Their Hearts
- 1999 – The Early Years
- 1999 – Meisterstucke 2
- 1999 – Christmas for All
- 2000 – Honest Workers
- 2000 – Street Life
- 2001 – The First Singles
- 2001 – One More Christmas
- 2002 – Roses of Red
- 2002 – La Patata
- 2004 – Homerun

- 2004 – Growin' Up
- 2004 – Christmas All Year
- 2004 – Christmas for All
- 2004 – Keep on Singing
- 2004 – Street Live
- 2004 – Wonderful World!